# 萨南森德
萨南森德（藏語：ཟ་ནལ་ཟིན་ལྡེ།，威利转写：Za nam zin lde，?—?），按照藏族的传统他是吐蕃王朝第16任赞普，吐蕃王朝早期八德王之首。
敦煌藏文文献《赞普世系表》作萨南森底（藏語：ཟ་གནལ་ཟིན་ཏེ།，威利转写：Za gnam zin ti）。